# Hindijščina
Hindijščina je indoevropski jezik, ki ga večinoma govorijo v zveznih državah severne in srednje Indije. Je del indoiranskih jezikov. Izhaja iz srednje indoarijskih prakrtov iz srednjega veka in posredno iz sanskrta. Velik del besedišča hindujščine izvira iz sanskrta. Zaradi muslimanskega vpliva v severni Indiji si je jezik sposodil veliko besed iz perzijščine, arabščine in turščine.